# جعبه چشمه
جعبه چشمه (به انگلیسی: Spring box)، ساختاری مهندسی شده‌است که اجازه می‌دهد آب زیرزمینی از یک چشمه طبیعی به دست آید. جعبه چشمه برای محافظت از آب چشمه در برابر آلودگی، معمولاً توسط رواناب سطحی یا تماس با انسان و جانوران، عمل می‌کند و محل جمع‌آوری و مکانی را برای رسوب فراهم می‌کند. در بسیاری از موارد به عنوان ذخیره اصلی آب برای تأمین آب خانگی نیز عمل می‌کند. محیط پیرامون جعبه چشمه باید حصارکشی شود تا خطر آلودگی ناشی از مدفوع جانوران کاهش یابد. یک لوله سرریز باید در جعبه چشمه و همچنین یک زهکش رسوب و خطوط تغذیه به و از آن نصب شود و همچنین باید دارای در مناسب باشد.